# 滕久明
滕久明（1944年1月—2017年8月10日），苗族，湖南麻阳人，滕代远之子，出生于贵州松桃，中华人民共和国政治人物。

## 生平
1962年至1966年，在西南师范学院中文系汉语言文学专业学习。1970年，供职于四川省重庆市第九十六中学。1979年，担任四川省重庆市大渡口区革委会副主任，区党委副书记、副区长。1982年，任四川省重庆市大渡口区委代书记、书记。1985年8月，任四川省重庆市北碚区委副书记。1986年7月，升任北碚区委书记、重庆市委秘书长。1987年，担任中共四川省重庆市委常委、市委秘书长。1993年4月，任中共四川省重庆市委副书记。1997年，重庆市从四川省析出，成立重庆市直辖市。他改任重庆市委常委、市委宣传部部长。2001年6月，任中共重庆市委副书记、市委秘书长、办公厅主任、市直属机关党工委书记。2002年5月，同时兼任重庆市纪委书记。2005年12月，任中央纪委、中央组织部巡视组副部级巡视专员。
2017年8月10日，因病医治无效，在北京逝世，享年73岁。